# كريم مور
كريم مور (بالإنجليزية: Kareem Moore)‏ هو لاعب كرة قدم أمريكية أمريكي، ولد في 13 أغسطس 1984.

## وصلات خارجية
- كريم مور على موقع مرجع كرة القدم المحترفة.كوم (الإنجليزية)